# Eleccions legislatives lituanes de 1996
Les Eleccions legislatives lituanes de 1996 es van celebrar el 20 d'octubre de 1996 per a renovar els 141 membres del Seimas El partit més votat fou la Unió Patriòtica (Conservadors Lituans) en un Seimas molt fragmentat i Gediminas Vagnorius fou nomenat primer ministre de Lituània.

## Resultats
| Partits                      | Partits                                                                                       | Vots                       | %     | Escons   | +/- |
| ---------------------------- | --------------------------------------------------------------------------------------------- | -------------------------- | ----- | -------- | --- |
|                              | Unió Patriòtica - Conservadors Lituans (Tėvynės sąjunga/Lietuvos konservatoriai)              | 409.585                    | 29,80 | 70 / 141 | Nou |
|                              | Partit Democristià Lituà (Lietuvos Krikščionų Demokratiaių Partija)                           | 136.259                    | 9,91  | 16 / 141 | 6   |
|                              | Partit Democràtic Laborista de Lituània (Lietuvos Demokratinė Darbo Partija )                 | 130.837                    | 9,52  | 12 / 141 | 54  |
|                              | Unió del Centre de Lituània (Lietuvos Centro Sajunga)                                         | 113.333                    | 8,24  | 13 / 141 | 11  |
|                              | Partit Socialdemòcrata de Lituània (Lietuvos Socialdemokratų Partija)                         | 90.756                     | 6,60  | 12 / 141 | 4   |
|                              | Jove Lituània (Lietuvių nacionalinė partija "Jaunoji Lietuva")                                | 52.423                     | 3,82  | 1 / 141  | =   |
|                              | Partit de les Dones Lituanes (Lietuvos Moterų Partija)                                        | 50.494                     | 3,67  | 1 / 141  | 1   |
|                              | Unió Democristiana (Krikščionių Demokratų Sąjunga)                                            | 42.346                     | 3,08  | 1 / 141  | =   |
|                              | Acció Electoral dels Polonesos de Lituània (Lietuvos lenkų rinkimų akcija)                    | 40.941                     | 2,98  | 1 / 141  | Nou |
|                              | Aliança dels Ciutadans Lituans (Lietuvos Piliečių Aljansas)                                   | 33.389                     | 2,43  | 1 / 141  | =   |
|                              | Unió Nacional Lituana (Lietuvių Tautininkų Sąjunga)                                           | 28.744                     | 2,09  | 1 / 141  | 3   |
|                              | Partit Democràtic Lituà (Lietuvių demokratų Partija)                                          | 28.744                     | 2,09  | 2 / 141  | 2   |
|                              | Unió Liberal de Lituània (Lietuvos Liberalų Sąjunga )                                         | 25.279                     | 1,84  | 1 / 141  | 1   |
|                              | Partit Agrari Lituà (Lietuvos Valstiečių Partija)                                             | 22.826                     | 1,66  | 1 / 141  | Nou |
|                              | Unió dels Russos de Lituània (Lietuvos Rusų Sąjunga)                                          | 22,395                     | 1.71  | 0 / 141  | Nou |
|                              | Unió de Presos Polítics i Deportats Lituans (Lietuvos Politinių Kalinių ir Tremtinių Sąjunga) | 22.580                     | 1.57  | 1 / 141  | 1   |
|                              | Unió per la Llibertat de Lituània (Lietuvos Laisvės Sąjunga)                                  | 20,511                     | 1.57  | 0 / 141  | =   |
|                              | Partit de l'Economia                                                                          | 16,475                     | 1.26  | 0 / 141  | Nou |
|                              | Lliga de la Llibertat de Lituània                                                             | 12,562                     | 0.96  | 0 / 141  | =   |
|                              | Independents                                                                                  |                            |       | 4 / 141  | 3   |
|                              | Vacants                                                                                       |                            |       | 4 / 141  | -   |
| Font: Comitè Electoral lituà | Font: Comitè Electoral lituà                                                                  | Total (participació 59,2%) |       | 141      |     |